# Gynoplistia manicata
Gynoplistia manicata är en tvåvingeart som beskrevs av Alexander 1929. Gynoplistia manicata ingår i släktet Gynoplistia och familjen småharkrankar. Inga underarter finns listade i Catalogue of Life.